# Бутакты (поселение)
Бутакты — поселение эпохи бронзы в Алма-Ате, расположенное в ущелье Бутаковка.

## Расположение
Поселение Бутакты-1 расположено на юго-восточной окраине города Алматы, в 500 метрах к юго-востоку от 9 км трассы в урочище Медеу, на ровной террасе правого берега р. Жарбулак (Казачка).
Поселение Бутакты-2 находится в 7,9 км к востоку от въезда в ущелье Бутаковка, в 1 км к западу от спорткомплекса.

## Описание
Поселение Бутакты-1 представляет собой археологический многослойный памятник, который состоит из четырёх стратиграфических слоев, соответствующих могильникам раннего железного века, стоянке сакского периода и поселению эпохи бронзы. Жилище эпохи бронзы представляло собой полуземлянку квадратной формы, размерами 11×11 метров. Для устройства жилища был вырыт котлован глубиной до 1,2 метра. по центру жилища были врыты массивные деревянные бревна. Крыша была четырёхскатная. Оно было обнаружено в 1996 году.
На поверхности поселения Бутакты-2 прослеживаются небольшие западины и выровненные площадки, врезанные в склон — котлованы жилищ. Всего обнаружено 10-12 таких котлованов, расположенных в три яруса вдоль склона. В ряде конструкций нижнего яруса прослеживаются фрагменты каменных конструкций — стенок домов. Размеры жилищ — от 5х6 до 10х8 метров. Площадь поселения, по предварительным подсчетам, составляет около 500 квадратных метров.
При исследовании поселения были обнаружены набор инструментов, которые применялись в кожевенном ремесле и в шитье, были найдены ювелирные украшения — перстень и подвеска для женского костюма. На основании этих находок был сделан вывод о распространении на территории Семиречья мелко-кустарного производства. Поселение было достаточно крупным для своего времени, оно тянулось вдоль горной речки, его длина составляла один километр. Жилища находились друг от друга на расстоянии 30-40 метров и концентрировались вокруг озера, расположенного в центральной части поселения. Такого расстояния было достаточно для того, чтобы каждый житель Бутакты имел свой двор. Бутакты расширялся и постепенно сливался с соседними поселениями.

## Статус памятника
10 ноября 2010 года был утверждён новый Государственный список памятников истории и культуры местного значения города Алматы, одновременно с которым все предыдущие решения по этому поводу были признаны утратившими силу. В этом Постановлении был сохранён статус памятника местного значения поселения Бутакты. Границы охранных зон были утверждены в 2014 году.
В 2015 году поселение Бутакты-1 вместе с ещё четырьмя археологическими памятниками было исключено из списка памятников истории и культуры. При этом поселение Бутакты-2 в нём осталось.